# Isoglossa justicioides
Isoglossa justicioides là một loài thực vật có hoa trong họ Ô rô. Loài này được Baker mô tả khoa học đầu tiên năm 1883.